# Joan de Montecorvino
Joan de Montecorvino (1246-1328) missioner franciscà italià enviat a la Xina pel Papa Nicolau IV. Fundador del primer bisbat catòlic a Pequín.

## Biografia
Segons algunes fonts Joan de Montecorvino va néixer el 1246 a Montecorvino Rovella (actual província de Salern) a Itàlia, però altres indiquen que ho va fer el 1247 a Montecorvino la Daunia, prop de Lucera.
Va dedicar tota la vida a fer tasques de missioner, especialment a l'Orient. L'any 1286 Argun Aga administrador civil de la Pèrsia dominada pels mongols, va enviar mitjançant el bisbe nestorià Rabban Bar Sauma, una carta al Papa Nicolau IV, que era franciscà, demant l'enviament d'un missioner catòlic a la cort de l'emperador de la Xina, Khublai Khan fundador de la Dinastia Yuan.
Acompanyat pel dominic Nicolau de Pistoia, el 1289 va viatjar cap Armènia, Pèrsia, i l'Índia. Després de la mort de Nicolau va seguir cap a la Xina acompanyat de Pietro de Lucalongo.
Va arribar a Cambaluc (actual Pequín) el 1294, on va ser rebut amb grans honors per tractar-se de l'enviat del Papa, per Témur Khan (l'emperador Chengzong,) successor de Khublai Khan.
El 1299 va construir la primera església a Pequín i el 1305 una altra amb dependències annexes per allotjar 200 persones.
Durant la seva estada a la Xina (més de trenta anys) va convertir i batejar milers de xinesos, entre ells a la que va ser la futura emperadriu. Va traduir al xinès el Nou Testament i els Salms. 
Durant molts anys va treballar pràcticament sol, fins que el 1307 el Papa Climent V conscient de l'èxit del missioner va enviar set missioners fransciscans més i va nomenar a Joan de Montecorvino arquebisbe de Pequín i Bisbe Suprem de tota la Xina.
Va morir a Pequín el 1328.